# カリン・クサマ
カリン・クサマ（Karyn K. Kusama, 1968年3月21日 - ）は、アメリカ合衆国ニューヨーク州ブルックリン生まれの女性映画監督、脚本家である。

## 略歴
日本人の父ハルオ・クサマ（函館出身。小児精神科医）とアメリカ人の母の間に生まれた日系人。出身大学のニューヨーク大学映画学科で在学中に制作した短編映画『眠れる森の美女』（1991年）により、モービル賞を受賞している。
代理人はウィリアム・モリス・エージェンシー。
自身のボクシング経験を生かした『ガールファイト』（2000年）で監督・脚本を務め、ドーヴィル映画祭のグランプリ、サンダンス映画祭の監督賞・審査委員長賞、カンヌ映画祭の新人作品賞受賞と数々の映画賞を受賞し、デビューを果たす。

## 主な作品

### 映画
- ガールファイト（2000年） 監督・脚本
- イーオン・フラックス（2005年） 監督
- ジェニファーズ・ボディ（2009年） 監督
- インビテーション（2015年） 監督
- ストレイ・ドッグ（2018年） 監督

### テレビドラマ
- Lの世界 シーズン4 第10話
- シカゴ・ファイアー シーズン3 第18話
- ホルト・アンド・キャッチ・ファイア（英語版） シーズン1 第3話、シーズン2 第7話、シーズン3 第7話
- 高い城の男 シーズン1 第8話、シーズン2 第7話
- カジュアル（英語版） シーズン2 第3話、第4話
- ビリオンズ シーズン1 第10話、シーズン2 第11話
- アウトサイダー 第6話